# Lordithon pulchellus
Lordithon pulchellus är en skalbaggsart som först beskrevs av Mannerheim 1830.  Lordithon pulchellus ingår i släktet Lordithon, och familjen kortvingar. Enligt den svenska rödlistan är arten nära hotad i Sverige. Arten förekommer i Götaland, Gotland, Svealand, Nedre Norrland och Övre Norrland. Artens livsmiljö är skogslandskap, våtmarker, jordbrukslandskap.